# هرمان پریس
هرمان پریس (به آلمانی: Hermann Prieß) (زاده ۲۴ مه ۱۹۰۱ – مرگ ۲ فوریه ۱۹۸۵) یک ژنرال آلمانی و جنایت‌کار جنگی در دوره رایش سوم و از ۲۶ فوریه ۱۹۴۳ تا ۲۷ آوریل ۱۹۴۳ و دوباره از ۲۲ اکتبر ۱۹۴۳ تا ۲۱ ژوئن ۱۹۴۴ فرمانده لشکر سوم زرهی اس‌اس بود.